# 루피마이제스 카르토윰스
루피마이제스 카르토윰스(라트비아어: rupjmaizes kārtojums)는 라트비아의 후식이다. 루피마이제 가루와 잼, 크림을 여러 층으로 쌓은 음식이며, 라트비아의 국민 음식 가운데 하나로 여겨진다.

## 이름
라트비아어 "루피마이제스(rupjmaizes)"는 "흑빵"을 뜻하는 "루피마이제(rupjmaize)"의 속격 단수 형태이며, "카르토윰스(kārtojums)"는 "배열하다, 정돈하다"를 뜻하는 동사 "카르토트(kārtot)"의 명사 형태로, 재료들을 켜를 지어 쌓은 모습을 나타낸다.

## 만들기
루피마이제를 부순 빵가루와 블랙커런트 또는 월귤잼, 크림을 겹지어 쌓아 만든다. 보통 초콜릿이나 계핏가루를 뿌려 낸다.

## 같이 보기
- 트라이플